# Ernst Heinkel
Ernst Heinrich Heinkel (24. ledna 1888, Grunbach, dnes součást obce Remshalden – 30. ledna 1958 Stuttgart) byl německý konstruktér a výrobce letadel.

## 1908 – 1911
Ernst Heinkel se už od mládí zajímal o vše co souviselo s létáním. V letech 1907 — 1911 studoval na Vyšší technické škole ve Stuttgartu, poté byl na praxi ve slévárně. Jako student zažil 5. srpna 1908 havárii vzducholodi LZ 4 v Echterdingenu u Stuttgartu. Přesvědčil se, že budoucností létání jsou jen letadla těžší vzduchu. Po neštěstí se věnoval studiu stavby letadel. V roce 1909 navštívil první mezinárodní leteckou show ve Frankfurtu. O rok později postavil podle předlohy H. Farmana svůj první dvouplošník. Následoval bezpočet zkušebních letů na pláni Cannstatter Wasen ve Stuttgartu-Bad Cannstattu. Let z 19. července 1911 málem zaplatil svým životem, letadlo se při letu nad městskou částí Untertürkheim ze čtyřicetimetrové výšky zřítilo a Heinkel se těžce zranil.

## 1911 – 1922
Přes nehodu se Heinkel rozhodl letadla stavět dál. 1. října 1911 nastoupil jako konstruktér do firmy Luft-Verkehrs-Gesellschaft A.G. (L.V.G.). V té době se také Ernst Heinkel oženil
V prosinci 1912 přešel k firmě Albatros, kde pod jeho vedením vznikl pozorovací letoun Albatros B.II. V roce 1914 přešel Heinkel k firmě Hansa-Brandenburg, kde jako technický ředitel vyvíjel mezi jinými i hydroplány. Během první světové války navrhl více než 30 typů letadel, používaných vzdušnými silami Německa i Rakouska-Uherska.
Následkem dohody z Versailles nemohl nikdo v Německu vyrábět letadla. Heinkel si tedy v rodném Grunbachu otevřel malou dílnu, kde předělával vojenská vozidla na civilní. V roce 1920 navrhl Heinkel pro firmu Caspar-Werke v Travemünde další vylepšení svých strojů Hansa-Brandenburg, které od roku 1921 v licenci vyráběla firma Svenska Aero AB v Lidingö, založená C. Bückerem, později zakladatelem společnosti Bücker.

## 1922 – 1933
V roce 1922 založil Ernst Heinkel ve Warnemünde vlastní firmu Ernst Heinkel Flugzeugwerke. Kvůli omezením německé letecké výroby, stanoveným Versailleskou smlouvou po prohrané válce, musel Heinkel sehnat zahraničního partnera, který by jeho letadla vyráběl v zahraničí v licenci. Jedním z partnerů se stalo japonské císařské válečné námořnictvo, pro které v licenci vyráběla Svenska Aero AB hydroplány, startující z lodí pomocí katapultu. Naproti tomu v Německu mohl katapult sloužit pouze na velkých civilních dopravních lodích ke startu letadel s poštou. Heinkel instaloval jediný katapult na lodi Bremen.
Na zakázku pro společnost Lufthansa vyvinul Heinkel He 70, nejrychlejší dopravní letadlo své doby. Stroj dosahoval s nevýkonnými motory BMW VI rychlost přes 370 km/h, se silnějšími motory Rolls-Royce přes 400 km/h.

## Ocenění
- V roce 1925 mu Technische Hochschule Stuttgart a o sedm let později Univerzita v Rostocku udělila čestný doktorát za jeho průkopnické práce v oblasti aerodynamiky letadel.
- V roce 1938 obdržel Heinkel společně s Willy Messerschmittem Německou národní cenu za vědu a umění, společně si také rozdělili odměnu ve výši 50 000 říšských marek. Mezi jinými v tomto roce cenu obdržel i Ferdinand Porsche nebo Fritz Todt.
- Ernst Heinkel obdržel i čestné občanství rodné obce Remshalden.
- V roce 1954 byl oceněn Medailí Rudolfa Diesela.